# Edme Marie Germain Hay-Lucy
Edme Marie Germain Hay-Lucy est un homme politique français né le 31 août 1765 à Auxerre (Yonne) et mort le 23 octobre 1847 à Auxerre.

## Biographie
Engagé volontaire en juin 1792 comme chasseur à cheval, il quitte l'armée en 1796. Il est conseiller de préfecture de 1800 à 1845. 
Il est député de l'Yonne de 1815 à 1827, siégeant dans la minorité ministérielle de la Chambre introuvable, puis au centre, avec les royalistes constitutionnels.